# جامعة جورجتاون مدرسة الطب

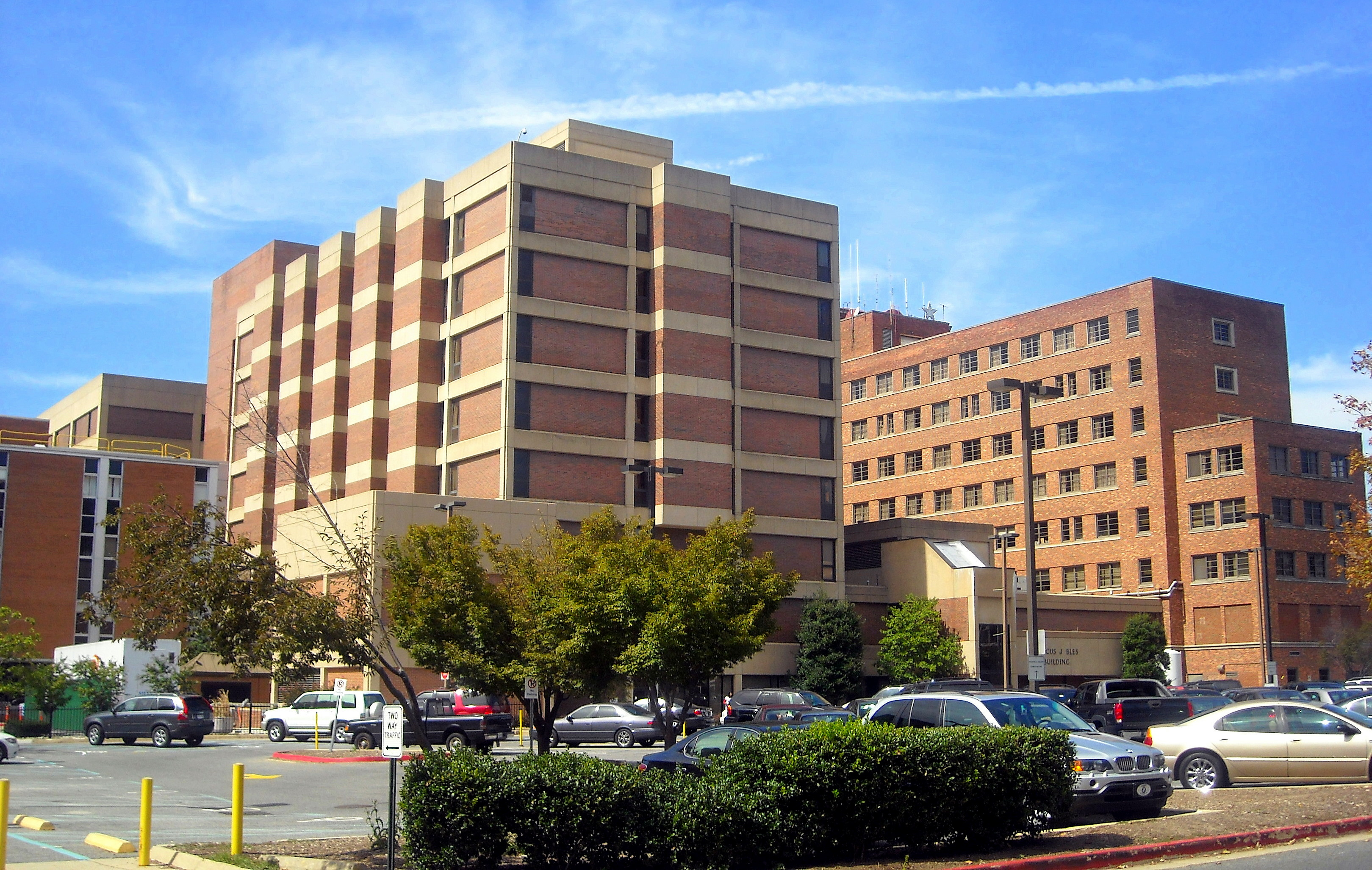
المشفى الجامعي لمدرسة الطب

جامعة جورجتاون مدرسة الطب (بالإنجليزية: Georgetown University School of Medicine)‏ هي إحدى الكليات لتدريس الطب في الولايات المتحدة الأمريكية. تقع في مدينة واشنطن في ولاية مقاطعة كولومبيا الأمريكية. نوع الشهادة الطبية التي يتم تحصيلها هناك هي دكتور في الطب.